# الوهد (العبر)

'

تعديل مصدري - تعديل

الوهد هي إحدى قرى عزلة العبر بمديرية العبر التابعة لمحافظة حضرموت، بلغ تعداد سكانها 190 نسمة حسب تعداد اليمن لعام 2004.